# General Lagarto
El nan del General Lagarto és l'última incorporació a la colla gegantera de la Barceloneta. Fou construït amb motiu del vintè aniversari dels gegants Pep Barceló i Maria la Neta i dedicat als més joves del barri. És una figura amb fesomia infantil que representa un general engalonat que sembla disposat a lluitar, amb una espasa a la mà.
La figura del general entronca directament amb una de les activitats més genuïnes que es fan a la Barceloneta per la festa major: la sortida del canó. Cada any per Sant Miquel un veí vestit de militar napoleònic passeja pels carrers del barri un giny festiu que dispara caramels. La indumentària del General Lagarto –barret amb galons, casaca, bandó– recorda molt la disfressa que porta l'encarregat de detonar el canó.

## Història
La idea de construir el General Lagarto fou de l'Associació de Geganters, Grallers i Bestiari de la Barceloneta, que volia una figura que poguessin portar els nens i nenes més petits de la colla, és a dir, aquells que encara no podien menar els gegantons. Per això encarregaren la tasca de construir un nan a l'artista Xavier Jansana, que ja havia fet les altres figures de la comparsa del barri.
El General Lagarto es va presentar l'octubre del 2011 en una gran festa amb motiu del vintè aniversari dels Gegants de la Barceloneta. El batejaren en una cerimònia oficiada pel capgròs mossèn Filomeno i l'apadrinaren el nan Cu-cut de la Plaça Nova i en Nan Manolito del Raval.
Amb tan pocs anys que fa que corre, ja ha participat en les festes barcelonines principals –la Mercè i Santa Eulàlia– i és ben habitual de veure’l en trobades i cercaviles dels barris de la ciutat, normalment acompanyat de les altres figures de la Barceloneta. Quan no surt, es pot visitar a la Casa dels Entremesos, on és exposat amb més peces de la imatgeria festiva de la Ciutat Vella.